# Dodge Dakota
De Dodge Dakota was een middelgrote pick-up van het Amerikaanse automerk Dodge. De eerste generatie ervan werd geïntroduceerd in 1986. De productie van de derde en laatste generatie werd in 2011 beëindigd.

## Eerste generatie
De Dodge Dakota werd gelanceerd als de eerste middelgrote pick-up met de wegligging en zuinigheid van een kleine pick-up en een capaciteit dichter bij grote pick-ups. Uit besparingsoverwegingen deelde het model vele onderdelen met andere modellen van Chrysler en de assemblagefabriek werd gedeeld met de Dodge Ram.
In 1989 verscheen van de Dakota ook een cabriolet-variant. Het was de eerste Amerikaanse cabriolet-pick-up sinds de Ford Model T. Enkel in dat jaar werd ook de gelimiteerde Shelby Dakota verkocht; een op de Dodge gebaseerd prestatiemodel. Nog dat jaar werd de Club Cab met verlengde cabine aan het gamma toegevoegd. Deze variant had nog steeds twee deuren maar bood plaats aan zes inzittenden.
In 1991 kreeg de Dakota een beperkte face-lift met onder andere een aerodynamischer grille en motorkap. Ook werd de cabriolet dat jaar geschrapt.

### Motoren
| cilinderinhoud (L) | cilinders | pk  | kW  | modeljaren |
| ------------------ | --------- | --- | --- | ---------- |
| 2,2                | I4        | 96  | 72  | 1987–1988  |
| 2,5                | I4        | 99  | 74  | 1989–1995  |
| 2,5                | AMC I4    | 120 | 90  | 1996       |
| 3,9                | V6        | 125 | 93  | 1987–1991  |
| 3,9                | Magnum V6 | 180 | 134 | 1992–1993  |
| 3,9                | Magnum V6 | 175 | 131 | 1994–1996  |
| 5,2                | Magnum V8 | 230 | 172 | 1991–1993  |
| 5,2                | Magnum V8 | 220 | 164 | 1994–1996  |

## Tweede generatie

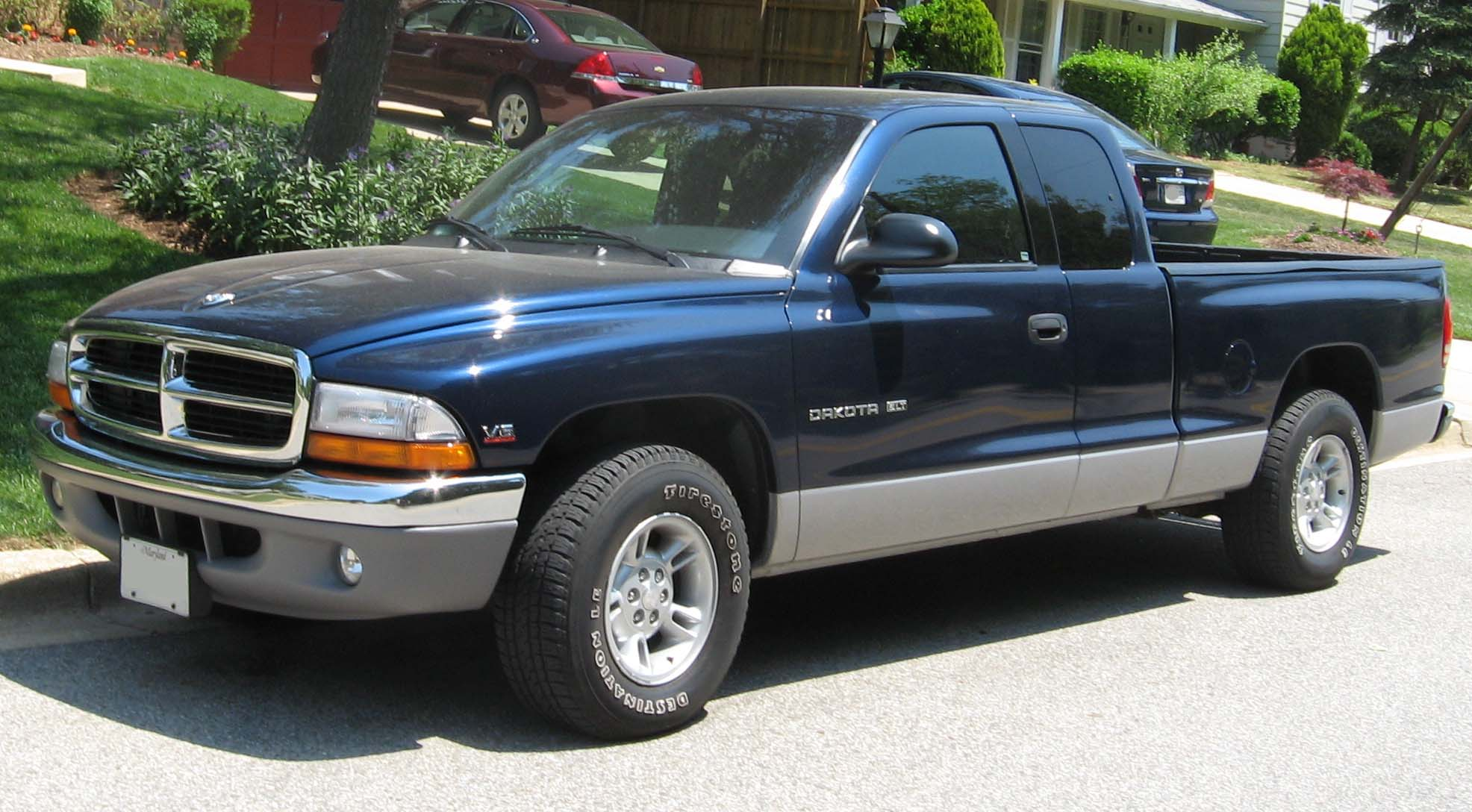
Club Cab uit 1997–2004

In 1996 verscheen de tweede generatie van de Dakota voor modeljaar 1997. Qua uitzicht leek die op de grotere Dodge Ram, maar verder bleef het model grotendeels hetzelfde. In 1998 werd de R/T-variant geïntroduceerd met een 5,9 liter V8 van 250 pk. De Dodge Dakota was toen de enige middelgrote pick-up met een V8 in haar klasse. In 2000 vervolledigde de vierdeurs Quad Cab het gamma.
In 2001 kreeg het interieur van de Dakota een grondige facelift. Daarbij werden onder andere het dashboard, de deurpanelen en de zetels hertekent. Na 2002 stond de vier-in-lijnmotor niet langer in de catalogus, daar Chrysler het voormalige American Motors-ontwerp uit productie haalde. De meeste klanten kochten sowieso al een van de krachtiger V-motoren en de V6 werd vanaf 2003 de standaardmotor.
De Dodge Dakota werd tussen 1998 en 2002 ook in Brazilië gebouwd.

### Motoren
| cilinderinhoud (L) | cilinders | pk  | kW  | modeljaren |
| ------------------ | --------- | --- | --- | ---------- |
| 2,5                | AMC I4    | 120 | 90  | 1997–2002  |
| 2,5                | I4 diesel | 114 | 85  | 1999–2000  |
| 3,7                | Magnum V6 | 210 | 157 | 2004       |
| 3,9                | Magnum V6 | 175 | 131 | 1997–2003  |
| 4,7                | Magnum V8 | 230 | 175 | 2000–2004  |
| 5,2                | Magnum V8 | 230 | 172 | 1997–1999  |
| 5,9                | Magnum V8 | 250 | 186 | 1998–2003  |

## Derde generatie

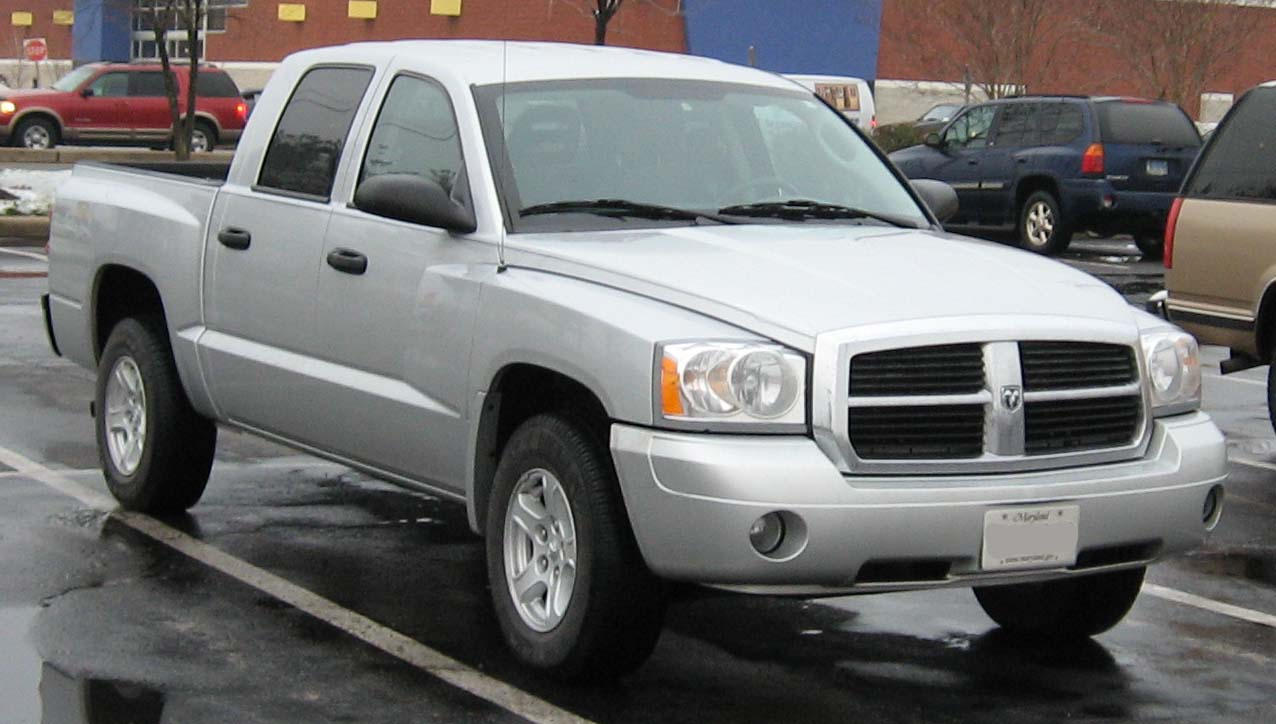
Quad Cab uit 2005-07

De derde Dodge Dakota werd geïntroduceerd in 2004 voor modeljaar 2005. Deze generatie was groter geworden en kreeg een nieuwe wielophanging en tandheugelbesturing. Onder de motorkap waren slechts drie motoren te verkrijgen: een V6 en twee V8's. Van de varianten waren enkel de Club Cab en de Quad Cab beschikbaar. In 2006 kwam er ook een nieuwe R/T-variant.
Op 4 februari 2007 werd de gefacelifte Dakota voorgesteld op het autosalon van Chicago. Die kreeg ook een verbeterde uitrusting en een nieuwe motor: een 4,7 liter V8 van 302 pk. De standaardmotor bleef de 3,7 liter V6 van 210 pk. De productie begon in augustus 2007.

### Motoren
| cilinderinhoud (L) | cilinders | pk  | kW  | Koppel (Nm) | modeljaren |
| ------------------ | --------- | --- | --- | ----------- | ---------- |
| 3,7                | Magnum V6 | 210 | 157 | 319         | 2005–2011  |
| 4,7                | Magnum V8 | 230 |     | 290         | 2005–2007  |
| 4,7                | V8 HO     | 250 |     | 407         | 2005–2007  |
| 4,7                | V8        | 302 |     | 434         | 2007–2011  |